# Список глав государств в 277 году до н. э.
| 278 до н. э. ← Список глав государств по годам → 276 до н. э. |

## Азия
- Айраратское царство — Ерванд III, царь (321 до н. э. — 260 до н. э.)
- Анурадхапура — Деванампийя Тисса, царь (307 до н. э. — 267 до н. э.)
- Вифиния — Никомед I, царь (278 до н. э. — 255 до н. э.)
- Иберия — Фарнаваз I, царь (299 до н. э. — 234 до н. э.)
- Каппадокия — Ариарамн, царь (280 до н. э. — 230 до н. э.)
- Китай (Период Сражающихся царств) : 
  - Вэй — 
    - Чжао (Вэй Чи), ван (296 до н. э. — 277 до н. э.)
    - Аньси (Вэй Ю), ван (277 до н. э. — 243 до н. э.)

  - Хань — Си (Цзи Хань), ван (295 до н. э. — 273 до н. э.)
  - Ци — Сян (Тянь Фашан), ван (283 до н. э. — 265 до н. э.)
  - Цинь — Чжаосян (Ин Цзэ), ван (306 до н. э. — 251 до н. э.)
  - Чжао — Хуэйвэнь (Чжао Хэ), ван (299 до н. э. — 266 до н. э.)
  - Чжоу  — Нань (Цзи Янь), ван (314 до н. э. — 256 до н. э.)
  - Чу  — Цинсян (Сюн Хэн), ван (298 до н. э. — 263 до н. э.)
  - Янь — Хуэй (Цзи Янь), ван (278 до н. э. — 272 до н. э.)
- Маурьев империя — Биндусара, император (297 до н. э./298 до н. э. — 272 до н. э.)
- Пергамское царство — Филетер, правитель (ок. 282 до н. э. — 263 до н. э.)
- Понтийское царство — Митридат I Ктист, царь (281 до н. э. — 266 до н. э.)
- Сабейское царство — Анмар Юхаман I, царь (290 до н. э. — 270 до н. э.)
- Селевкидов государство — Антиох I Сотер, царь (281 до н. э. — 261 до н. э.)
- Япония — Корэй, тэнно (император) (290 до н. э. — 215 до н. э.)

## Африка
- Египет — Птолемей II Филадельф, царь (283 до н. э./282 до н. э. — 246 до н. э.)

## Европа
- Афины — 
  - Демокл, архонт (278 до н. э. — 277 до н. э.)
  - Полиевкт, архонт (277 до н. э. — 276 до н. э.)
- Боспорское царство — Перисад II, царь (ок. 284 до н. э. — ок. 245 до н. э.)
- Ирландия — Рудрайге мак Ситриги[англ.], верховный король (289 до н. э. — 219 до н. э.) [1]
- Македонское царство — 
  - Сосфен, царь (279 до н. э. — 277 до н. э.)
  - Антигон II Гонат, царь (277 до н. э. — 274 до н. э., 272 до н. э. — 239 до н. э.)
- Одрисское царство (Фракия) — Рэйздос, царь (280 до н. э. — ок. 260 до н. э.)
- Пеония — Леон, царь (ок. 278 до н. э. — ок. 250 до н. э.)
- Римская республика:
  - Публий Корнелий Руфин, консул (290 до н. э., 277 до н. э.)
  - Гай Юний Брут Бубульк, консул (291 до н. э., 277 до н. э.)
- Спарта:
  - Арей I, царь (309 до н. э. — 265 до н. э.)
  - Архидам IV, царь (305 до н. э. — 275 до н. э.)
- Эпирское царство — Пирр, царь (307 до н. э. — 302 до н. э., 296 до н. э. — 272 до н. э.)

## Галерея

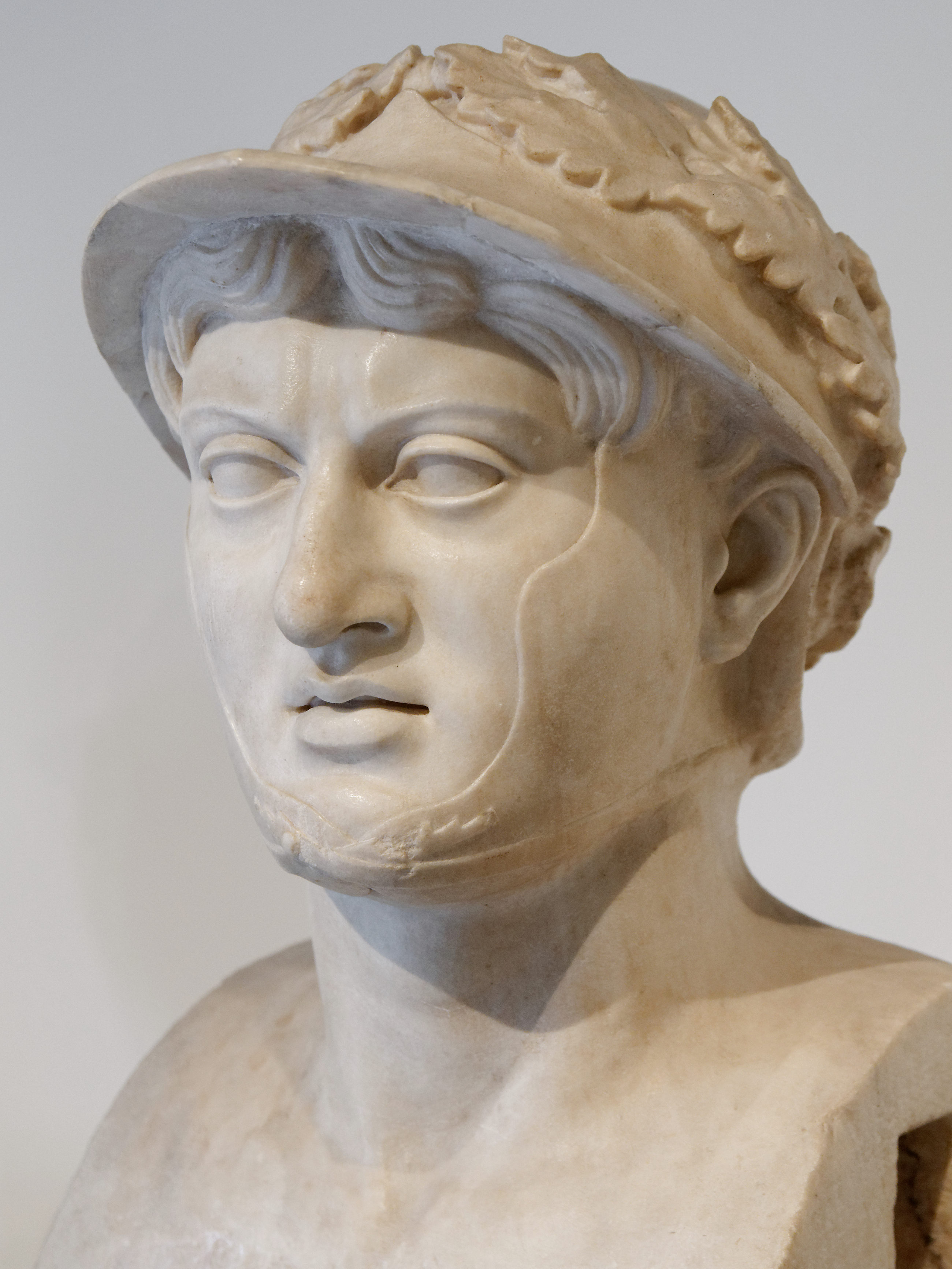
Пирр 307 до н.э.—302 до н.э., 296 до н.э.—272 до н.э. Царь Эпира
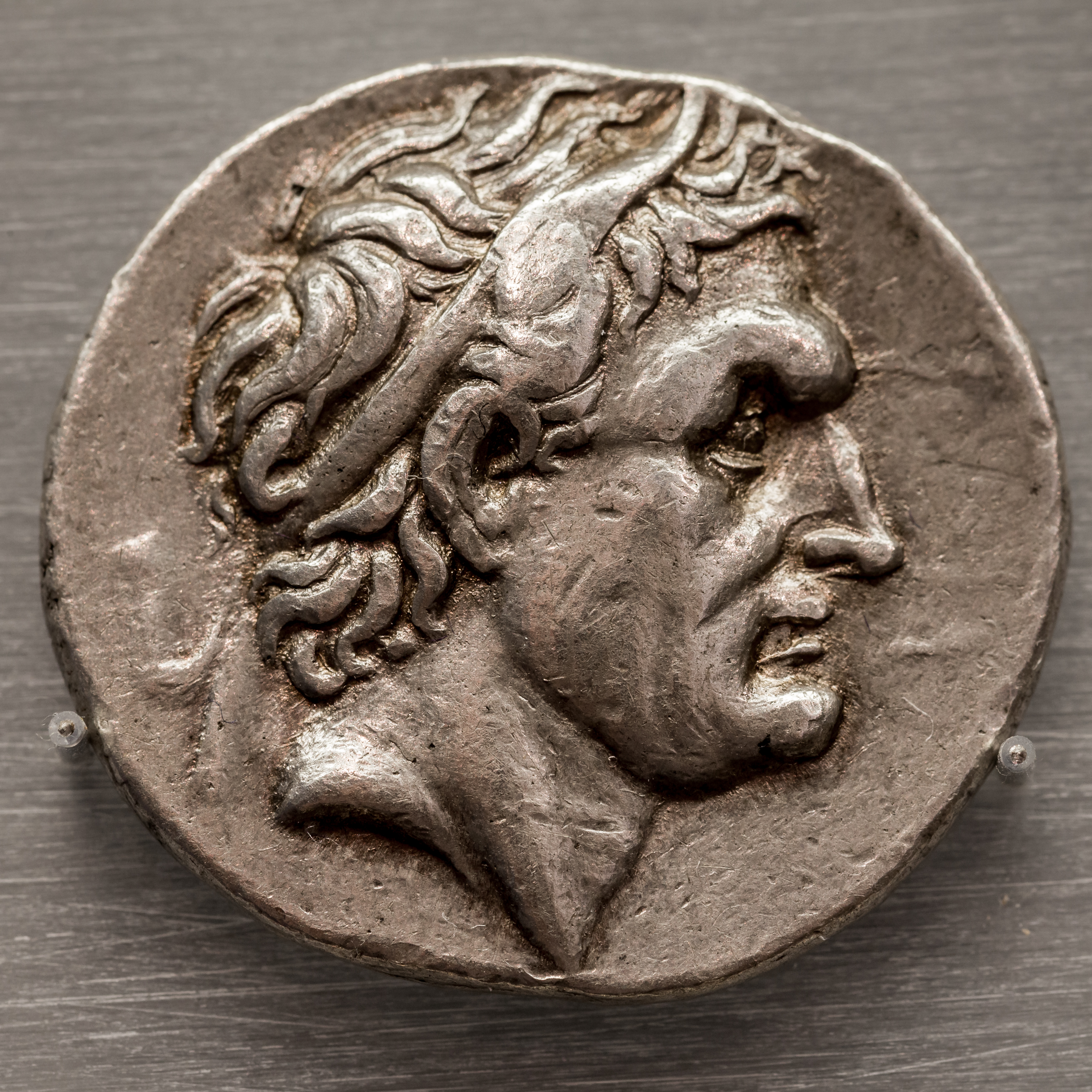
Антиох I Сотер 281 до н.э.—261 до н.э. Царь государства Селевкидов
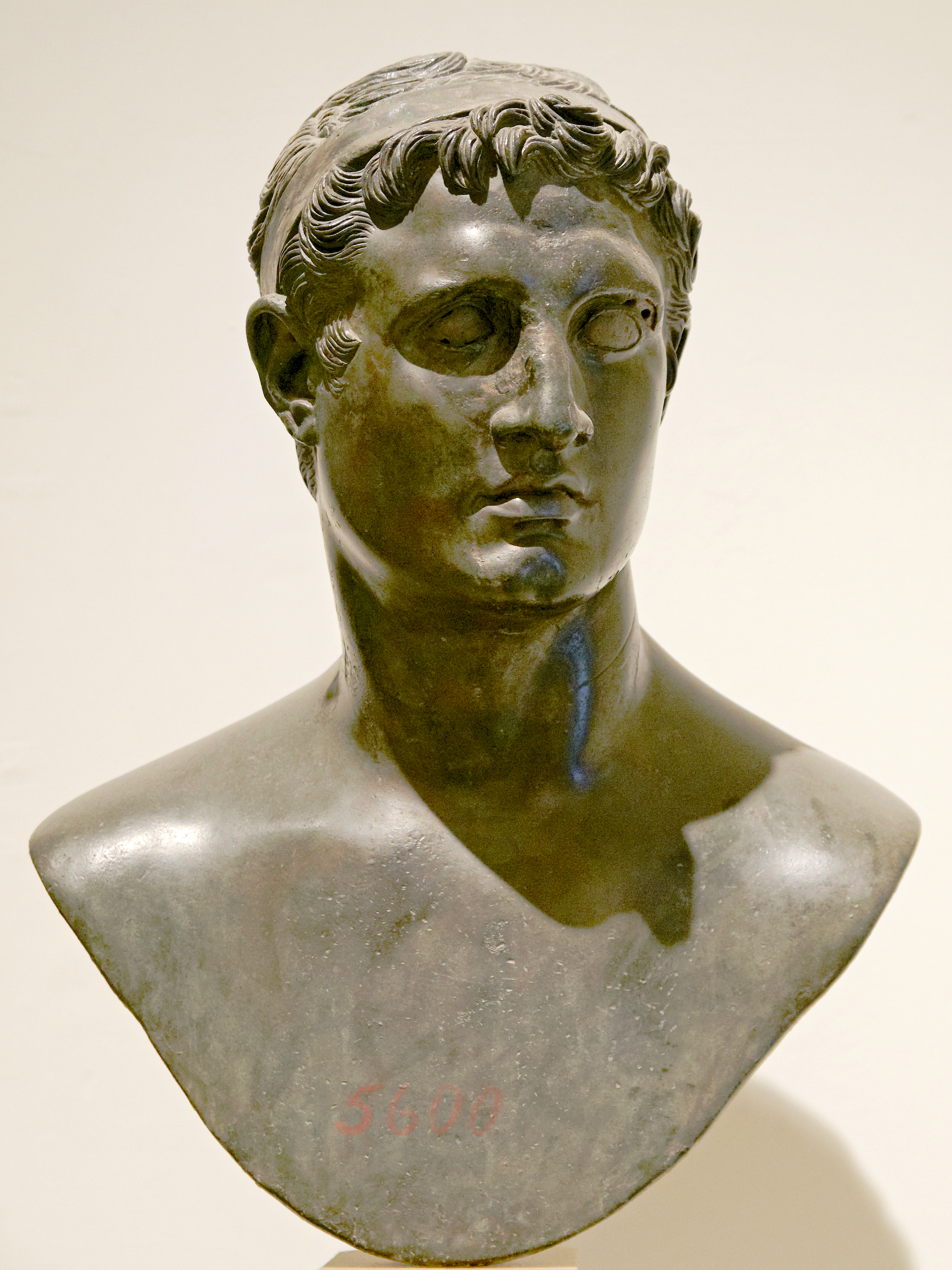
Птолемей II Филадельф 283/282 до н.э.—246 до н.э. Царь Египта
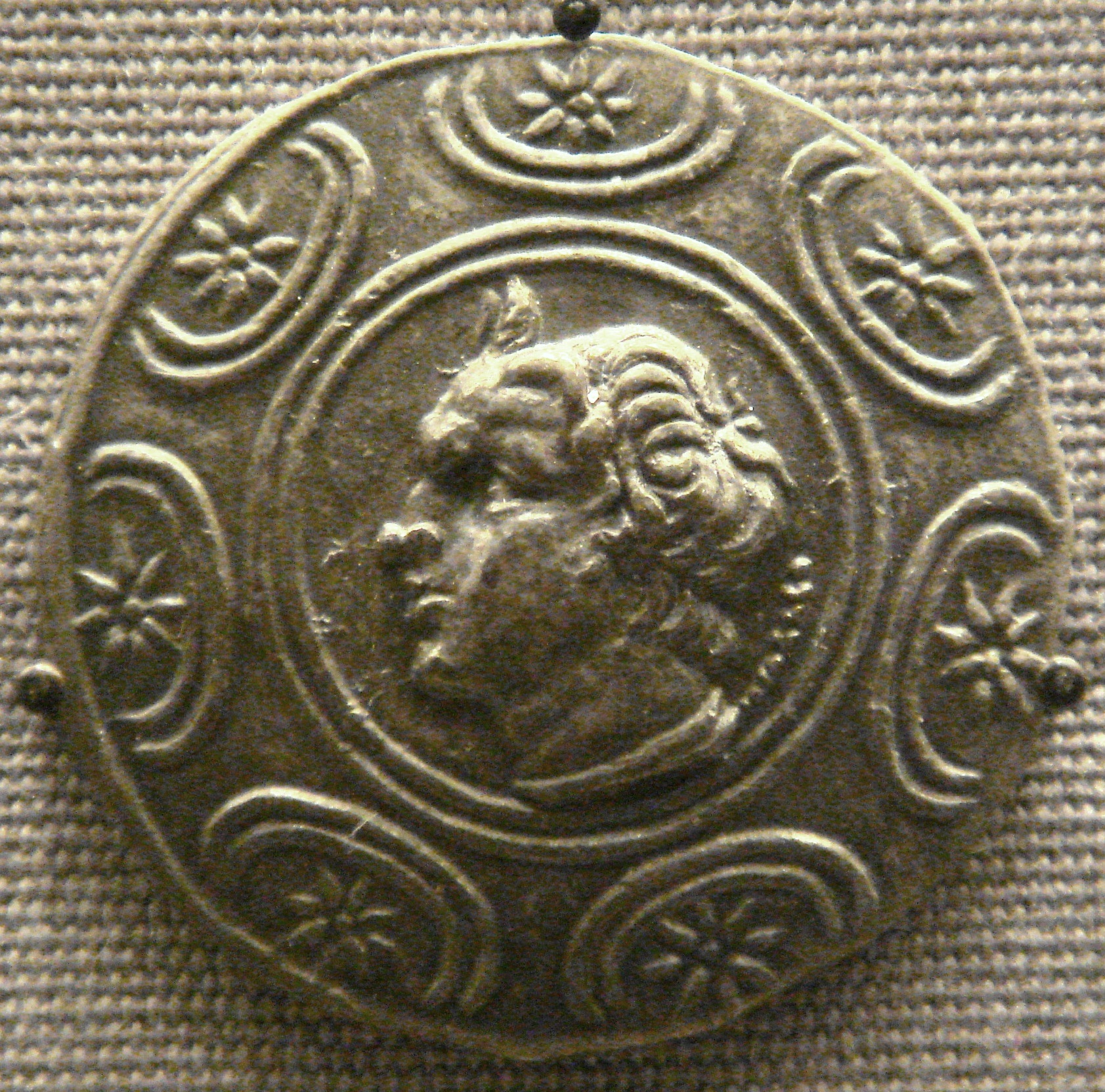
Антигон II Гонат 277 до н.э.—274 до н.э., 272 до н.э.—239 до н.э. Царь Македонии
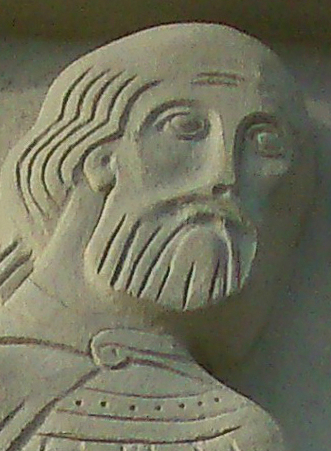
Фарнаваз I 299 до н.э.—234 до н.э. Царь Иберии
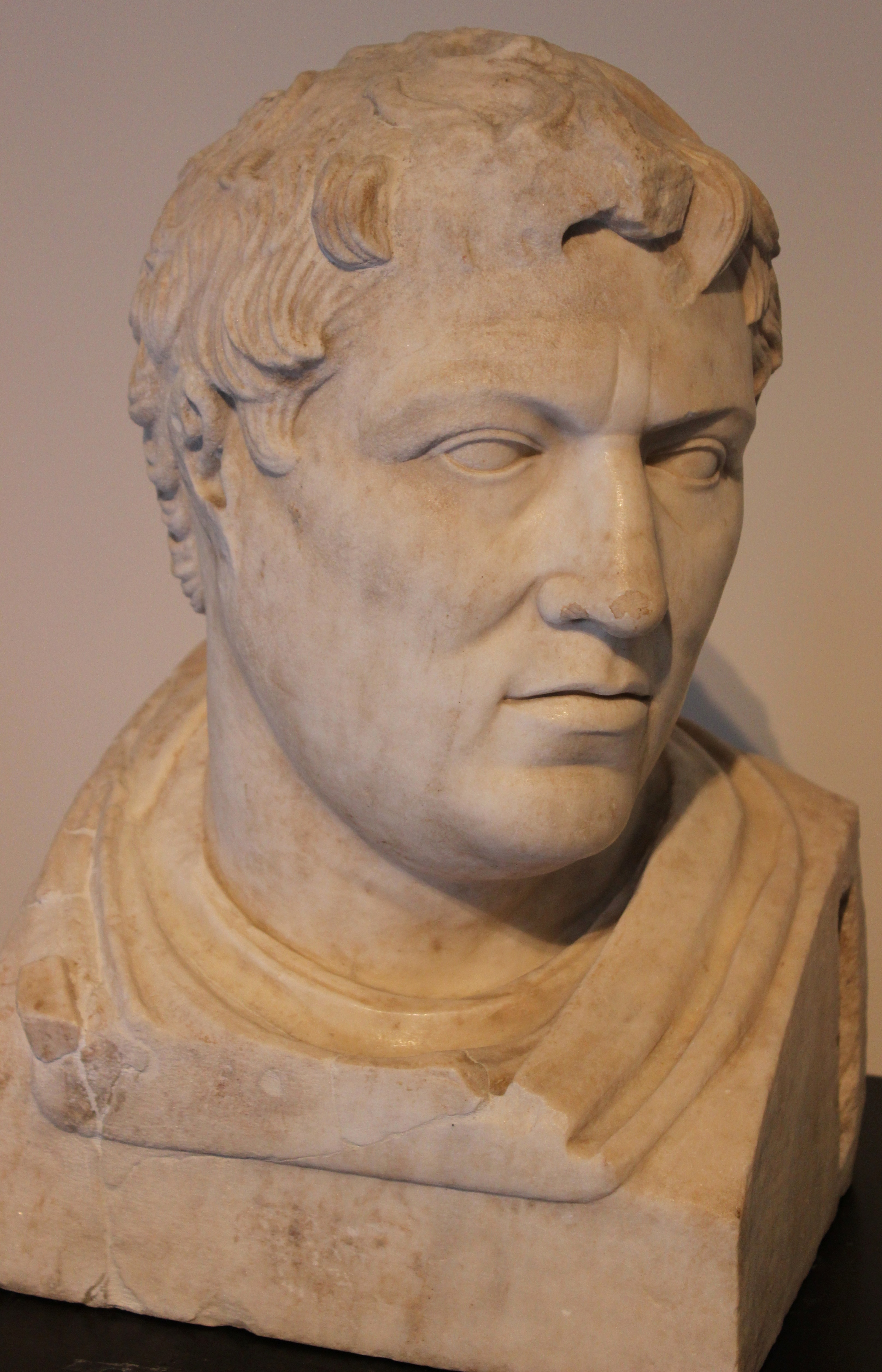
Филетер 282 до н.э.—263 до н.э. Правитель Пергама
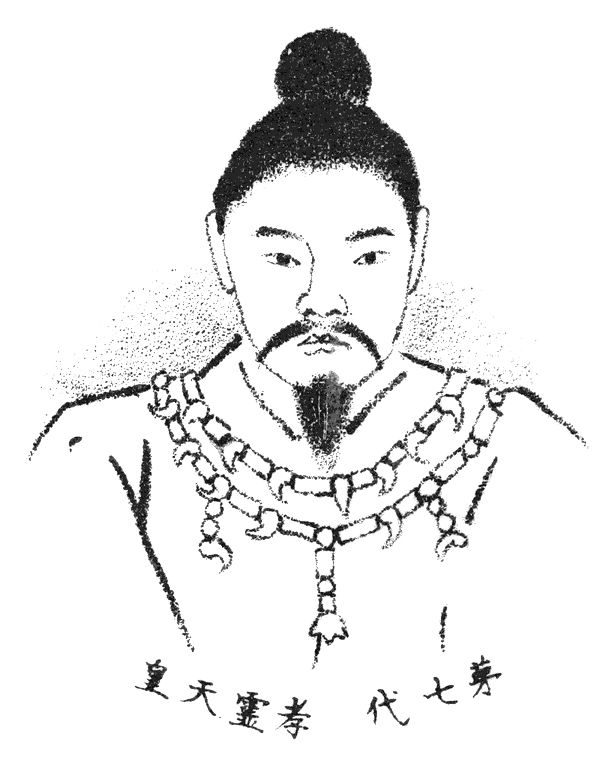
Корэй 290 до н.э.—215 до н.э. Император Японии